# Historiografía de la caída del Imperio romano

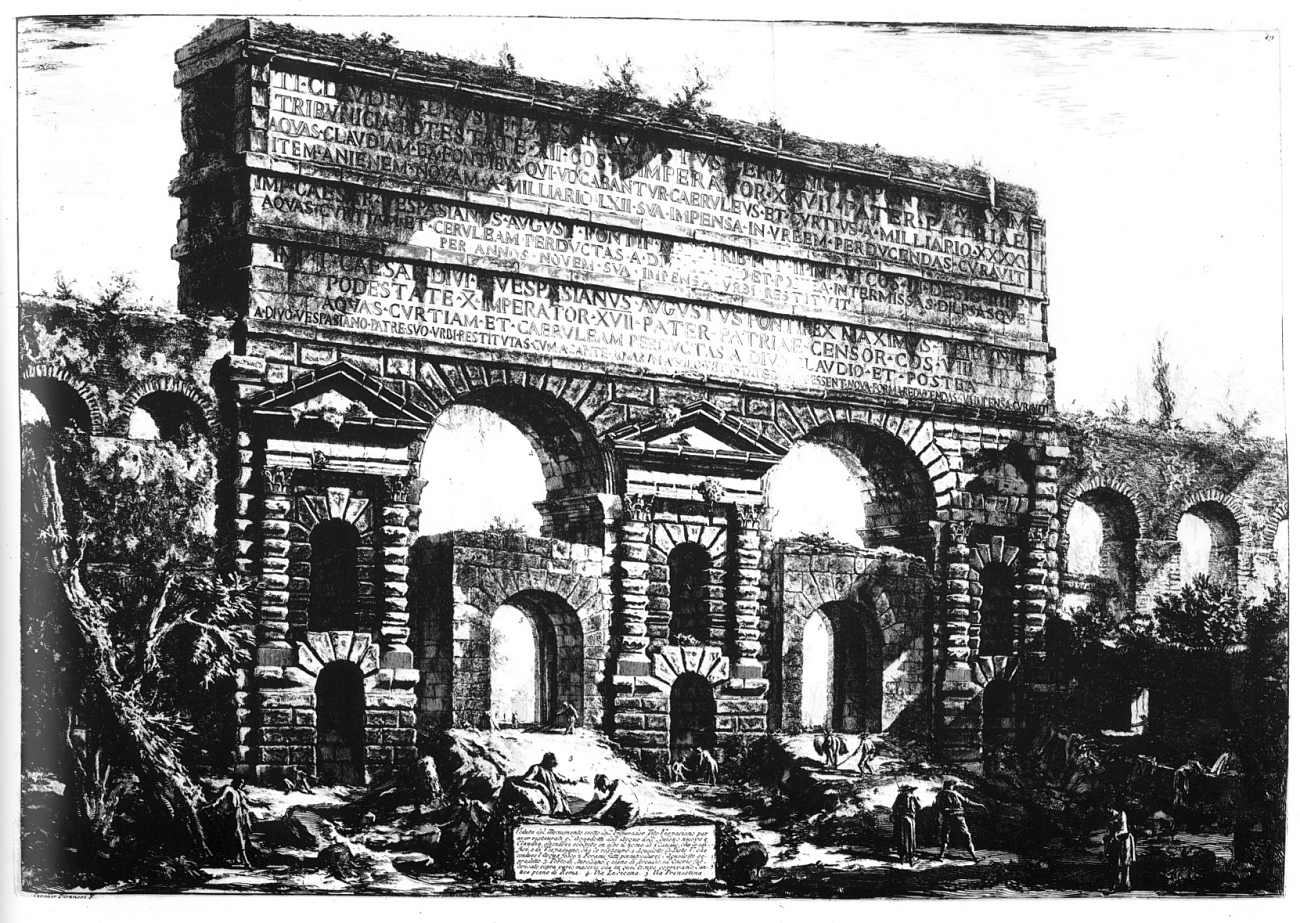
La Porta Maggiore de Roma. Grabado de Giovanni Battista Piranesi (1780).

La caída del Imperio romano es un concepto historiográfico que hace referencia al fin del Imperio romano de Occidente, cuyo último emperador efectivo, Rómulo Augústulo, fue depuesto en 476 por el caudillo hérulo Odoacro, empleado al servicio de Roma.
La caída del Imperio romano, a menudo unida a la idea de su «decadencia», es una de las cuestiones más debatidas y estudiadas de la Historia. Es considerada por algunos como «el mayor enigma de todos», y ha sido uno de los ejes del discurso histórico clásico desde Agustín de Hipona. La ruina de la «Roma eterna» ha perdurado como el paradigma por excelencia del agotamiento y muerte de las civilizaciones, y ha sido interpretada como el precedente y anuncio del fin del mundo o, al menos, de la civilización occidental. Los siglos XX y XXI han visto multiplicarse el interés por este problema histórico, debido probablemente al hecho de que la civilización contemporánea tiene algunos rasgos comunes con la de la Antigüedad Tardía, y a que la cultura occidental está en un período de transición, como la Roma de los siglos III y IV.
La historiografía ha oscilado entre una interpretación minimalista (la interrupción de la serie de emperadores en la parte occidental del Imperio) y una maximalista (el hundimiento de una civilización y el quiebro de una historia del mundo dividida en dos etapas: una antigua-pagana y otra moderna-cristiana). De igual modo, de un extremo al otro del espectro de teorías propuestas, se ha considerado el proceso como una larga transformación debida a fenómenos endógenos (la «decadencia») o un derrumbamiento repentino por causas fundamentalmente exógenas (la «caída»). En concreto, el término decadencia y caída hace referencia a la obra del historiador inglés Edward Gibbon, quien, sin ser el primero en abordar el tema, en el siglo XVIII renovó el análisis del período tardorromano.
En la actualidad se valoran tanto los problemas internos como las consecuencias de la irrupción de los germanos en el Imperio. La concepción "continuista", por su parte, defiende la pervivencia hasta época carolingia —a pesar de las invasiones y violencias— de las estructuras político-económicas fundamentales y de la concepción del poder del mundo tardorromano. Ya sugerida por el historiador belga Henri Pirenne, esta corriente "continuista" tendría su mayor exponente en Peter Brown con su obra El mundo en la Antigüedad tardía, publicada en 1971 y que tuvo un enorme impacto en el mundo académico anglosajón. También se puede citar a Walter Goffart, de la Universidad de Toronto, al británico Peter Heather, y en su caso más extremo en la muy criticada corriente fiscalista al francés Jean Durliat. Un ejemplo serían las palabras del profesor Gonzalo Fernández Hernández, de la Universidad de Zaragoza:

El Imperio Romano de Occidente se enfrenta a unos problemas entre 454 y 476 que desembocan en una reunificación del Imperio (...) 476 no supone el fin de  Imperio alguno (...) los soberanos bárbaros federados al Imperio romano reconocen la soberanía nominal de un único emperador con sede en Constantinopla (...) en teoría esta situación perdura hasta la coronación imperial de Carlomagno...

Por otra parte, sigue habiendo quienes defienden una visión más «catastrofista» y acorde a la concepción tradicional de este problema histórico, tal es el caso del arqueólogo británico Bryan Ward-Perkins. De igual modo, hay diferencias entre quienes ponen el acento en el carácter romanista endógeno de las transformaciones (como Goffart), y quienes por el contrario apuntan hacia el carácter germanista exógeno (como el austriaco Walter Pohl).

### Edward Gibbon, El declive y la caída (1776-1788)

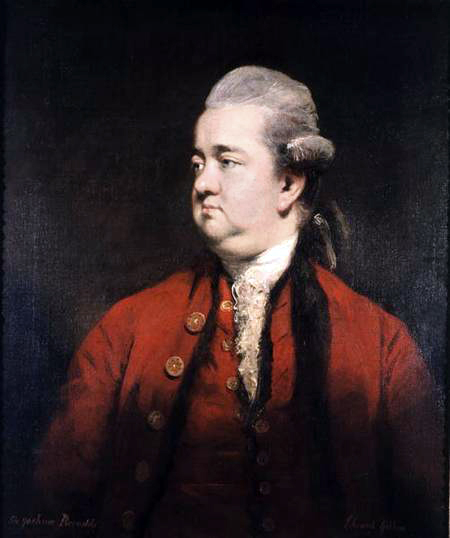
Retrato del británico Edward Gibbon autor de History of the Decline and Fall of the Roman Empire, comenzada a publicar en 1776. Fue la obra que estableció los términos del debate posterior sobre el fin del Imperio romano de Occidente.

### El predominio de la tesis de la «decadencia» (siglos y)

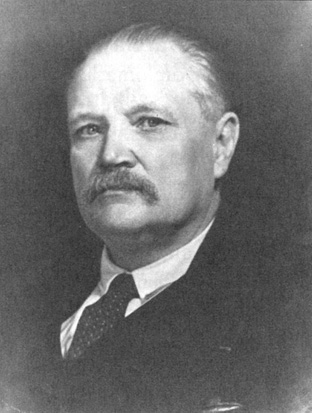
Mijaíl Rostóvtsev, autor de Social and Economic History of the Roman Empire (1926), obra en la que recurre a los factores económicos y sociales para explicar la «decadencia» del Imperio romano de Occidente.

### La «Antigüedad tardía», una nueva perspectiva (segunda mitad del)

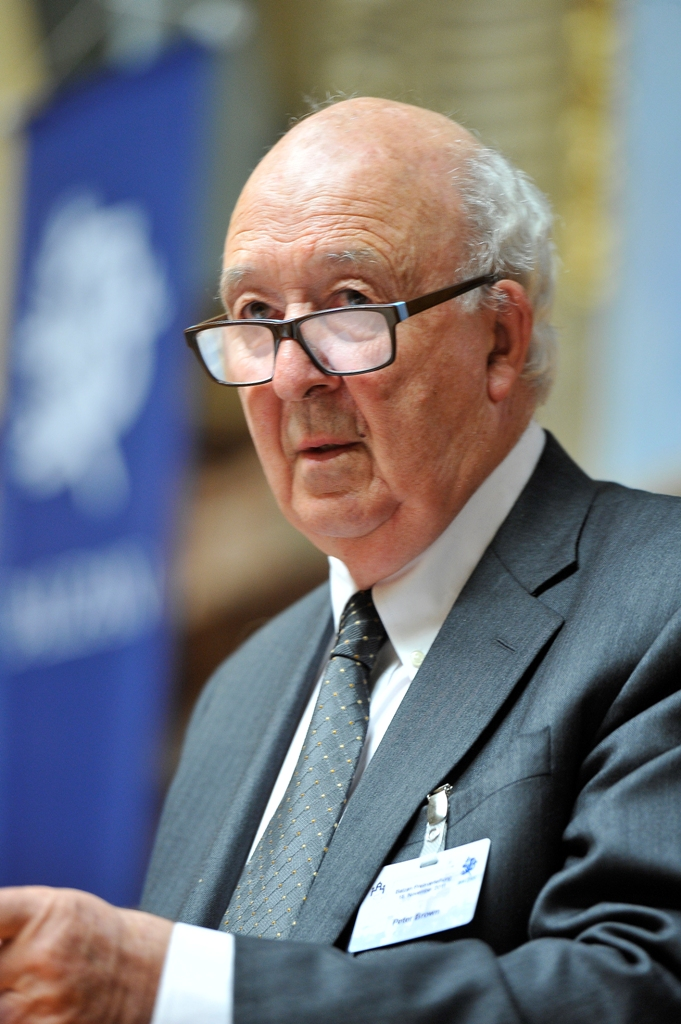
Peter Brown, autor de El Mundo de la Antigüedad Tardía (1971), en 2011. El concepto de «Antigüedad tardía» abrió una nueva perspectiva al debate sobre el fin del Imperio romano de Occidente.